# 阿朱
阿朱，金庸武俠小說《天龍八部》中人物。段正淳、阮星竹長女，阿紫胞姊，喬峰未婚妻子，極善於易容改裝，初登場時為慕容復二婢之一，居「聽香水榭」。嬌俏可喜、笑靨如花、雙眸靈動，自有一股動人氣韻，又會巧妙變通。後來與喬峯相愛，得知自己身世後，甘願捨身假扮父親並被愛人親手打死。對應八部之中的「乾達婆」。

## 生平
阿朱為大理國「鎮南王」段正淳與情婦之一阮星竹所生之長女，由於父母親棄之不顧，並把其轉送往其他家庭。幸得被姑蘇慕容家收留，因此自小就是姑蘇慕容家的丫鬟，但慕容家待她有如家人。
她在知道自己是段正淳的女兒之前，一直隨母姓阮。
阿朱初登場時為姑蘇慕容氏的二婢之一，居於「聽香水榭」中，擅長易容術，出場時即化作不同的人戲弄將大理皇子段譽擒至燕子塢的「大輪明王」鳩摩智，而後與另一婢女阿碧將段譽救出，之後會同曼陀山莊王語嫣一同前去尋找公子爺慕容復。
阿朱和喬峰於杏子林第一次相遇，是丐幫內部生變，阿朱圍觀眾人聲討喬峰時曾提出數個疑點，其後喬峰退位先行離去，後西夏一品堂突然而至，中了「悲酥清風」的阿朱與阿碧被綁走，途中巧遇喬峰為其所營救。
阿朱再次和丐幫帮主喬峰相遇，是假扮少林僧人止清盜取少林寺内功奥義「易筋經」，不料中了少林派掌門玄慈方丈的「大金剛拳」，身受重傷，喬峰認為「她所以受此重傷，全係因我之故，義不容辭，非將她治好不可。」
為了救她，喬峰不顧一切，帶著阿朱闖聚賢莊求薛神醫醫治，因武林人士群起圍攻而被迫大開殺戒。
後來喬峰在雁門關外以掌擊石，傳來一位少女的聲音「喬大爺，你再打下去，這座山也要給你擊倒了。」阿朱在山上等喬峰五天五夜，後與喬峰朝夕相處互生愛意。
喬峰欲尋找殺害養父母兇手「大惡人」，然而卻遭丐幫副幫主夫人康敏誤導，指出兇手為大理「鎮南王」段正淳。而後阿朱得知自己身世，為阻止喬峰與段正淳衝突，甘願易容成段正淳，在青石橋上被喬峰失手打死。
在臨死前阿朱希望喬峰照顧她的親妹妹阿紫。

## 性格
阿朱容貌秀麗，眼珠靈動，有一股動人氣韻。性格溫柔體貼、機靈聰明、懂事乖巧，能夠設身處地替人著想。
對於愛情同樣執著，因為感激喬峰不顧生命相救自己，兩人朝夕相處下愛上彼此。為了不讓喬峰愁苦，願事完後同赴關外隱居。不料因為父親與喬峰間的誤會，最後為了讓兩人均能相安，捨身換得兩人性命。

## 對話
阿朱接口道：「有一個人敬重你、欽佩你、感激你、願意永永遠遠、生生世世、陪在你身邊，和你一同抵受患難屈辱、艱險困苦。」
阿朱道：「我要叫你知道，一個人失手害死了別人，可以全非出於本心。你當然不想害我，可是你打了我一掌。我爹爹害死你的父母，也是無意中鑄成的大錯。」

## 相關人物
- 父親 - 段正淳
- 母親 - 阮星竹
- 同母妹 - 阿紫
- 異母姐妹 - 木婉清、王語嫣、鍾靈

|        |        |        |        |        |        |  |  |        |        |        |        |        |        |  |  |        |        |        |        |        |        |  |  |        |        |        |        |        |        |  |  |
|        |        |        |        |        |        |  |  |        |        |        |        |        |        |  |  |        |        |        |        |        |        |  |  |        |        |        |        |        |        |  |  |
| 蕭遠山 | 蕭遠山 | 蕭遠山 | 蕭遠山 | 蕭遠山 | 蕭遠山 |  |  | 阮星竹 | 阮星竹 | 阮星竹 | 阮星竹 | 阮星竹 | 阮星竹 |  |  | 段正淳 | 段正淳 | 段正淳 | 段正淳 | 段正淳 | 段正淳 |  |  | 段正明 | 段正明 | 段正明 | 段正明 | 段正明 | 段正明 |  |  |
| 蕭遠山 | 蕭遠山 | 蕭遠山 | 蕭遠山 | 蕭遠山 | 蕭遠山 |  |  | 阮星竹 | 阮星竹 | 阮星竹 | 阮星竹 | 阮星竹 | 阮星竹 |  |  | 段正淳 | 段正淳 | 段正淳 | 段正淳 | 段正淳 | 段正淳 |  |  | 段正明 | 段正明 | 段正明 | 段正明 | 段正明 | 段正明 |  |  |
|        |        |        |        |        |        |  |  |        |        |        |        |        |        |  |  |        |        |        |        |        |        |  |  |        |        |        |        |        |        |  |  |
|        |        |        |        |        |        |  |  |        |        |        |        |        |        |  |  |        |        |        |        |        |        |  |  |        |        |        |        |        |        |  |  |
| 蕭峰   | 蕭峰   | 蕭峰   | 蕭峰   | 蕭峰   | 蕭峰   |  |  | 阿朱   | 阿朱   | 阿朱   | 阿朱   | 阿朱   | 阿朱   |  |  | 阿紫   | 阿紫   | 阿紫   | 阿紫   | 阿紫   | 阿紫   |  |  |        |        |        |        |        |        |  |  |
| 蕭峰   | 蕭峰   | 蕭峰   | 蕭峰   | 蕭峰   | 蕭峰   |  |  | 阿朱   | 阿朱   | 阿朱   | 阿朱   | 阿朱   | 阿朱   |  |  | 阿紫   | 阿紫   | 阿紫   | 阿紫   | 阿紫   | 阿紫   |  |  |        |        |        |        |        |        |  |  |

## 影視形象

### 劇集
- 黃杏秀：香港無綫電視《天龍八部》（1982年）
- 張詠詠：台灣中視《天龍八部》（1990年）
- 劉錦玲：香港無線電視《天龍八部》（1997年）
- 劉濤：江蘇省廣播電視總台、九洲音像出版公司聯合出品《天龍八部》（2003年）
- 賈青：中國華策影視、東陽大千影視聯合出品《天龍八部》（2013年）
- 蘇青：中國新麗傳媒《新天龍八部》（2021年）

### 電影
- 林珍奇：《新天龍八部》（1982年），新世紀電影公司
- 戴良純：《幫規》（1982年），邵氏公司
- 陈钰琪：《天龍八部之喬峰傳》（2023年），東方影業